# Мичуринская агробиология
Мичуринская агробиология (или мичуринская биология, мичуринская генетика, учение Лысенко, мичуринское направление и пр.) — лженаучное направление в биологии, возникшее и достигшее кратковременного расцвета в СССР после Августовской сессии ВАСХНИЛ (1948), решения которой поддержал ЦК ВКП(б).
Название учения имеет к Ивану Владимировичу Мичурину (1855—1935) только косвенное отношение. Как «учение» оно развивалось после смерти И. В. Мичурина под руководством академика Трофима Денисовича Лысенко как концепция наследственности, изменчивости и видообразования (неоламаркизм). Она была политически противопоставлена так называемому «буржуазному вейсманизму-морганизму-менделизму» (неодарвинизм и классическая генетика). Этот академик утверждал возможность наследования модификаций, «скачков» из вида в вид, отрицал внутривидовую борьбу за существование (дарвинизм). Философско-идеологическое обоснование мичуринской биологии дал И. И. Презент.

## Зарождение
Иван Владимирович Мичурин имеет лишь косвенное отношение к мичуринской биологии. В годовщину смерти Мичурина в «Комсомольской правде» вышла программная статья «Множьте ряды мичуринцев» (6 июня 1936 года). Авторами этой статьи были Лысенко и Презент. Спустя два месяца Лысенко в статье «О внутрисортовом скрещивании растений самоопылителей» открыто выступил против «большинства представителей генетики» (или представителей «моргановского и вейсмановского направлений») за учение о «частичках наследственности». Звучала критика и в адрес Вавилова. Лысенко выступил с программой перестройки «буржуазной генетической теории» в соответствии с его видением принципов Дарвина, Тимирязева и Мичурина. В основе «нового подхода» лежали положения о детерминации организма не столько наследственностью (роль хромосом игнорировалась), сколько воздействием внешней среды и питанием (принцип: «организм требует условий»). Новая теория декларировала две главные цели: борьба с «ухудшением» и повышение урожайности.

## Критерии, по которым мичуринская агробиология не является научной
1. Принцип верифицируемости: многочисленные опыты генетиков, проводившиеся как в Советском Союзе, так и за границей, не только не подтвердили тезисы мичуринской агробиологии, но и опровергли[7]. Также были отмечены случаи прямой подтасовки[8][9].
2. Принцип соответствия: всякая научная теория не должна входить в противоречие с уже доказанными и проверенными положениями науки. Мичуринская агробиология же противоречила достижениям генетики, цитологии, эмбриологии, уже доказанным и проверенным (пример: самозарождение клеток из неклеточной массы в опытах Лепешинской, эта теория Лепешинской использовалась самим Лысенко для обоснования якобы происходящего превращения одних видов злаковых в другие[10][11] противоречит принципу Вирхова «Каждая клетка — из клетки»).
3. Рациональный принцип: мичуринская генетика существовала на опровергнутых современной (и на тот период) биологией предпосылках ламаркизма и возможности наследования приобретённых признаков.
4. Само утверждение о наследуемости приобретённых признаков ставит закономерный вопрос — как могут существовать виды как стабильные репродуктивно изолированные единицы в условиях, когда при наследовании приобретённых признаков в каждом поколении вид должен необратимо изменяться, что ставит под сомнение само существование вида?[12]

Таким образом, мичуринская агробиология не является научной, так как не соответствует всем критериям научности.

## Основные положения мичуринской агробиологии
- Изменённые условия внешней среды могут изменять процесс построения тела (идея, заимствованная из ламаркизма), в том числе и построение хромосом и вообще зачатковых клеток для будущего поколения[13].
- Механизм изменения наследственности — изменение ассимиляции и диссимиляции в организме, изменение обмена веществ, влияющие на формирование гамет[13].
- Наследственные признаки могут передаваться непосредственно от привоя к подвою (при вегетативной гибридизации)[14].
- Изменение организмов или их отдельных органов и свойств не всегда или не в полной степени передаётся потомству, но измененные зачатки новых организмов всегда получаются только в результате изменения тела родительского организма, в результате прямого или косвенного воздействия условий жизни на развитие организма или отдельных его частей[13].
- Изменение наследственности, приобретение новых свойств и их усиление в ряде последовательных поколений всегда определяется условиями жизни организмов[13].
- Мичуринская генетика отрицала значение хромосом как носителя наследственности:

Отвергая наследуемость приобретаемых качеств, Вейсман измыслил особое наследственное вещество, заявляя, что следует «искать наследственное вещество в ядре» и что «искомый носитель наследственности заключается в веществе хромосом», содержащих зачатки, каждый из которых «определяет определенную часть организма в её появлении и окончательной форме».
Само собой понятно, что сказанным биологическая роль и значимость хромосом в развитии клеток и организма нисколько, конечно, не отрицается, но это вовсе не та роль, которая приписана хромосомам морганистами.
- Мичуринская генетика утверждала, что клетки способны самозарождаться из неклеточной массы[10][16][17] и отрицала общепринятый в биологии принцип Вирхова, охарактеризовав такие взгляды как «вирховианство» (ср. с вейсманизмом-морганизмом — термином, который использовали последователи Лысенко для обозначения классической генетики)[11][18].
- Также оперировала понятием «Живого вещества»[10][11][16][17], тем самым возрождая витализм.
- Отрицала роль математики и статистических методов в биологических исследованиях, постулируя, например, следующее: «поскольку менделевские законы являются законами биологическими, никакое статистико-математическое доказательство (или опровержение) дать им невозможно»[19].
- Отрицала существование внутривидовой конкуренции[20].

…Но внутривидовой конкуренции нет и в самой природе. Существует лишь конкуренция между видами: зайца ест волк, но заяц зайца не ест, — он ест траву. Пшеница пшенице также не мешает жить. А вот пырей, лебеда, осот являются представителями других видов и, появившись в посевах пшеницы или кок-сагыза, отнимают у них пищу, борются с ними.

- Отрицала роль ДНК как вещества наследственности[1]:

Никакого шифра или кода, записей информации и т. п. в ДНК также нет. О какой матрице для копирования наследственного вещества (для копирования ДНК) можно говорить, зная детально наши экспериментальные данные по получению озимых из яровых?
- Отрицала наличие летальных генов[22].
- Утверждала, что современные виды способны превращаться один в другой под действием условий внешней среды:[23]

Отрицать порождение в соответствующих условиях пшеницей ржи — это значит противоречить действительности. Отрицать, что пшеница в соответствующих условиях порождает отдельные зерна ржи, которые потом вырастают и вытесняют пшеницу, — это значит отворачиваться от жизни, от практики.

## Мичуринская биология и И. В. Мичурин
Российский и советский селекционер И. В. Мичурин считал, что окружающая среда оказывает важное влияние на наследственность организмов (в особенности в некоторые стадии развития растений и у гибридов). Также И. В. Мичурин верил в возможность образования гибридов путём прививки и первоначально отвергал законы Менделя (по его мнению действовавших только лишь в особых условиях), возможно, предвосхищая теорию Лысенко. Однако Мичурин никогда не создавал общебиологической системы (какой являлась мичуринская генетика) и не абсолютизировал влияние окружающей среды на наследственность. В последующем И. В. Мичурин принял учение Менделя и утверждал, что опыты, поставленные им для опровержения законов Менделя, на самом деле подтвердили их (Мичурин ставил опыты на плодовых деревьях, а так как они сами по себе являются гибридами, то при их скрещивании выщеплялись гомозиготные по некоторым генам генотипы — «дички»).
Мичуринская агробиология таким образом основывалась на ранних работах Мичурина (причём поздние работы с подтверждением законов Менделя замалчивались) и Мичурина нельзя назвать основоположником так называемой «мичуринской генетики» — мичуринская биология от Мичурина взяла лишь имя и некоторые из его ранних предположений.

## Современные представления
В современной биологии известны многие явления, представляемые как доказательства ламаркизма и мичуринской генетики, например, эпигенетические изменения, проявляющиеся в изменении профиля метилирования ДНК, специфическая соматическая рекомбинация генов иммуноглобулинов у млекопитающих. Но по сути эти явления не служат доказательством истинности мичуринской генетики. Эпигенетические изменения являются модификационными изменениями и при этом не изменяется последовательность нуклеотидов в генах, сами эпигенетические изменения редко наследуются более чем на одно поколение, эпигенетика не опровергает законы Менделя, точно также как и не возрождает ламаркизм. При специализированной соматической рекомбинации генов иммуноглобулинов изменения в последовательности генов иммуноглобулинов происходят лишь в В-лимфоцитах — и никогда в гаметах либо зиготе. Наличие же у плода и новорождённого гуморального иммунитета против заболеваний, которыми переболела мать, объясняется транспортом иммуноглобулинов класса G (IgG) через гематоплацентарный барьер во время беременности и наличия IgG в материнском молоке — таким образом тут идет речь скорее о пассивной иммунизации младенца, защищающей младенца в первые месяцы жизни, чем о наследовании приобретённого иммунитета.

## Противостояние мичуринской агробиологии и классической генетики
Вопрос о противоречиях между «мичуринской агробиологией» и «классической генетикой» связан в большей степени со сложившейся в СССР внутриполитической ситуацией, чем с наукой.

### Значение менделевской генетики для сельского хозяйства
В 1900-м году произошло переоткрытие законов Менделя, что дало начало интенсивному развитию генетики и селекции. Были выяснены механизмы наследования и проявления различных особенностей организмов, в том числе — и хозяйственно важных признаков. Разработаны новые эффективные методы получения новых сортов растений и пород животных. Тем не менее, время необходимое на получение новых сельскохозяйственных сортов (пород), оставалось достаточно большим — более 10 лет. Сельское хозяйство СССР нуждалось в более быстром получении высокопродуктивных групп растений и скота.

### Проблемы менделевской генетики начала XX века. РаботыМичурина
В начале XX века многие учёные (в том числе — Мичурин) ставили под сомнение универсальность механизмов наследования признаков, открытых Грегором Менделем. В частности, Мичурин, который работал с плодовыми деревьями, наблюдал более сложную и неоднозначную картину наследования, чем ожидается при менделевском наследовании. Нельзя сказать, что Мичурин был противником классической генетики, но его опыт показывал, что классическая генетика того времени не могла объяснить многие закономерности наследования признаков у тех объектов, с которыми он работал. Мичурин не дожил до разгрома советской генетики в 1948 году (он умер в 1935 году). Есть данные, что Мичурин, в путях выведения новых сортов растений, оценивал метод «воспитания» (термин часто упоминающийся впоследствии в лысенковской идеологии) — то есть приучения растений к новым условиям среды, как ошибочный, а методы близкие к классическим селекционерным — слишком медленными.

### Представления о наследственности Т. Д. Лысенко. Их внутриполитическое значение в СССР

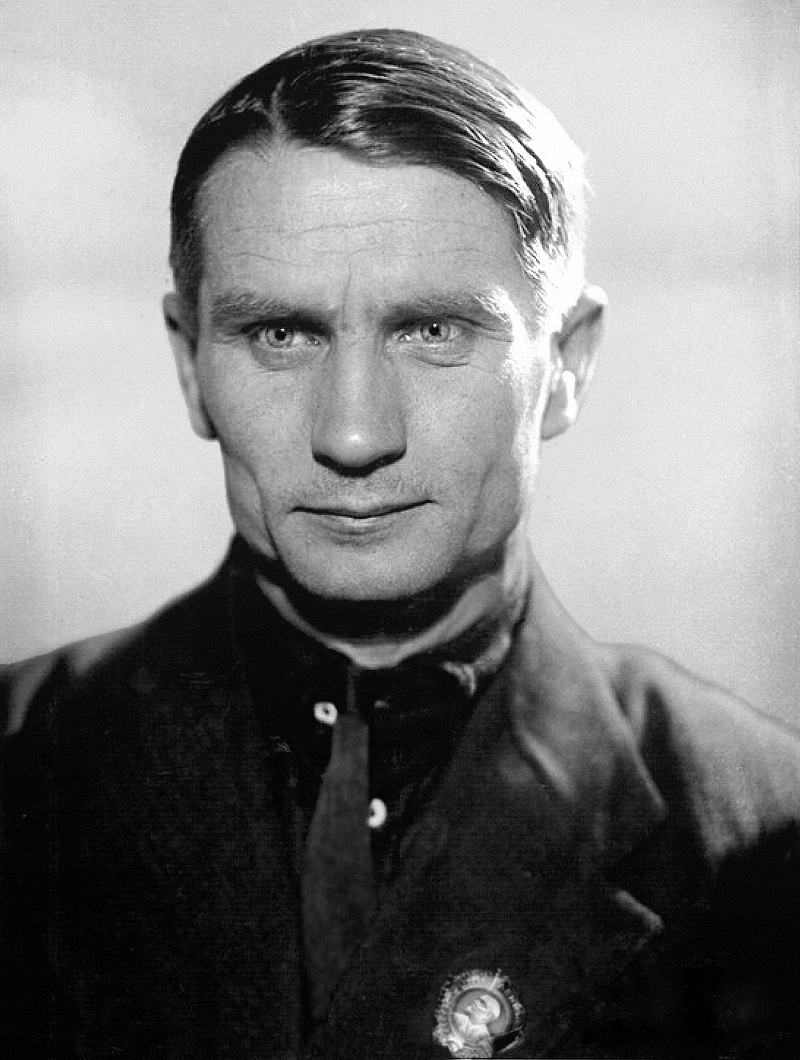
Трофим Денисович Лысенко

В 1930-х годах влияние в советской генетике приобретает Трофим Денисович Лысенко. Его представления о принципах наследования отличаются от классической генетики по следующим пунктам:
1. наследуются приобретённые признаки;
2. отсутствует материал наследственности, в высокой степени независимый от действия различных внешних факторов на организм;
3. путём особого «воспитания» организмов возможно получение направленных наследуемых изменений.

Представления Лысенко (сходные со взглядами Ж. Б. Ламарка) попали на благодатную почву в СССР.
Во-первых, Лысенко обещал, что с помощью его методов возможно получение высокоурожайных сортов (пород) в очень короткие сроки.
Во-вторых — представления Лысенко в высокой степени соответствовали идеологии коммунистической партии СССР; Лысенко противопоставлял «коммунистическую» и «буржуазную» науку. Под «буржуазной» наукой понималась классическая генетика. Классических генетиков презрительно называли «вейсманисты-морганисты», в соответствии с фамилиями Августа Вейсмана, создателя представлений о зародышевой плазме — веществе наследственности, и Томаса Ханта Моргана — известного американского генетика.
Научные и практические результаты, полученные на основании представлений Лысенко, часто фальсифицировались или выполнялись с методологическими ошибками.
Псевдонаучная школа Лысенко, ссылалась на авторитеты уже умерших Мичурина и Тимирязева, провозгласила себя продолжательницей работ Мичурина. Последователи Лысенко стали называться мичуринцами.
Следствием противоречий, возникших между псевдонаучной школой Лысенко и советскими классическими генетиками были репрессии советских генетиков в конце 30-х годов — начале 40-х. Наиболее тяжёлой потерей для мировой генетики был арест Н. И. Вавилова в 1940 году.

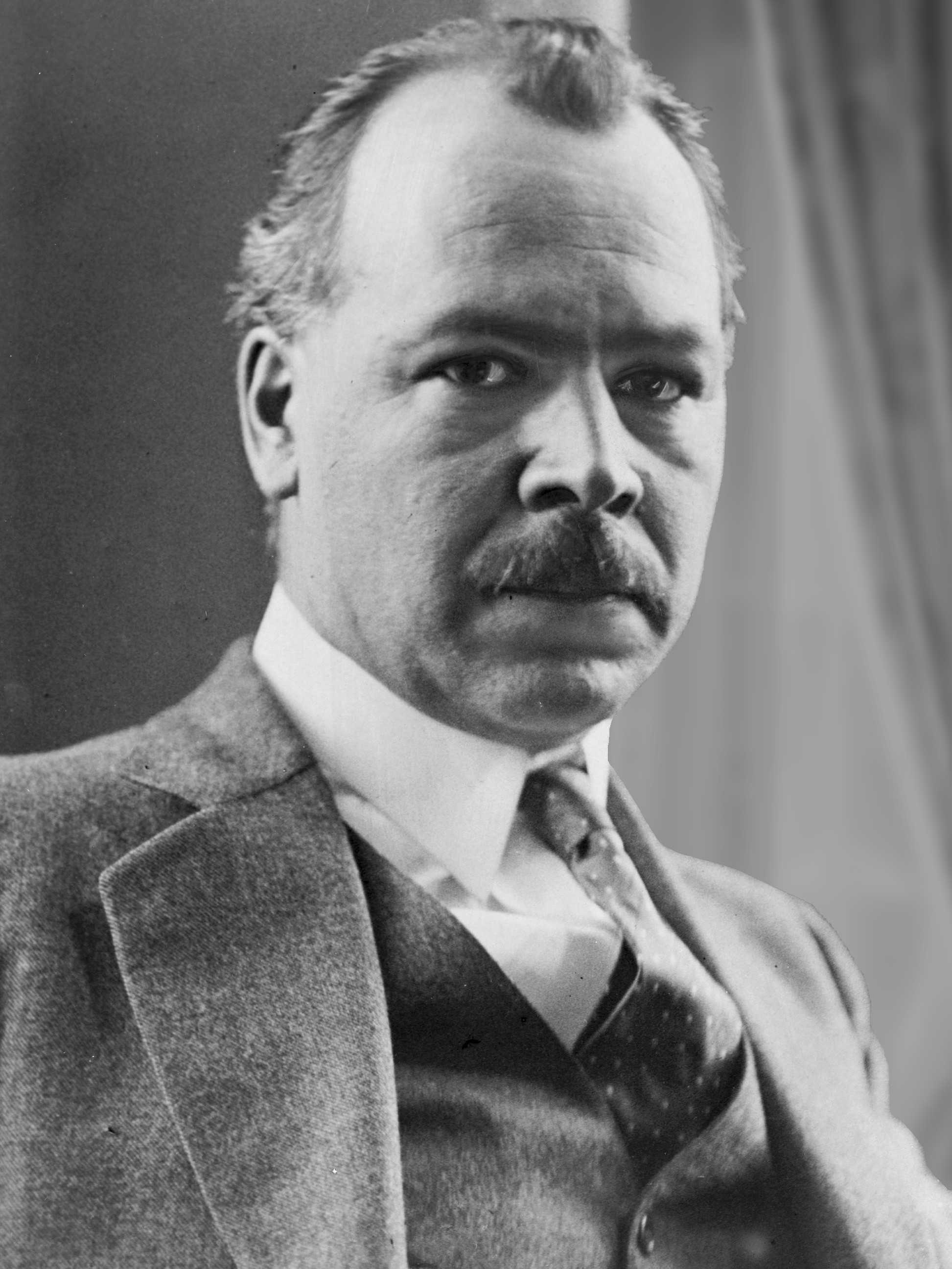
Николай Иванович Вавилов

Идеологические противоречия подогревались также тем, что ряд ранних генетиков, в частности, Морган, скептически относились к дарвиновской теории эволюции.

### Разгром советской генетики
Идеологическая борьба с так называемым вейсманизмом-морганизмом была официально одобрена в СССР, Сталин писал Т. Д. Лысенко 31 октября 1947 года:

Что касается теоретических установок в биологии, то я считаю, что мичуринская установка является единственно научной установкой. Вейсманисты и их последователи, отрицающие наследственность приобретенных свойств, не заслуживают того, чтобы долго распространяться о них. Будущее принадлежит Мичурину.
В 1948 году произошла печально известная среди генетиков «августовская сессия ВАСХНИЛ». Это «научное» совещание было проведено лысенковцами с целью объявить классическую генетику лженаукой. В результате люди, которые занимались генетикой, были уволены из образовательных и научных учреждений или были вынуждены работать там по другим специальностям.

### Восстановление генетики в СССР
После смерти Сталина и ослабления идеологического пресса учёное сообщество стало задумываться над возобновлением генетических исследований. Мощную поддержку генетикам оказали учёные, работавшие в области ядерной физики, так как критически важные исследования по радиобиологии и радиационной медицине немыслимы без надёжной теоретической основы, которой могла стать только генетика. И. В. Курчатов, руководивший ядерными исследованиями в СССР, в 1955 году инициировал появление «письма трёхсот», в котором многие виднейшие биологи и учёные других специальностей высказывали тревогу относительно преобладания школы Лысенко и требовали открытой дискуссии по положению в биологических науках.

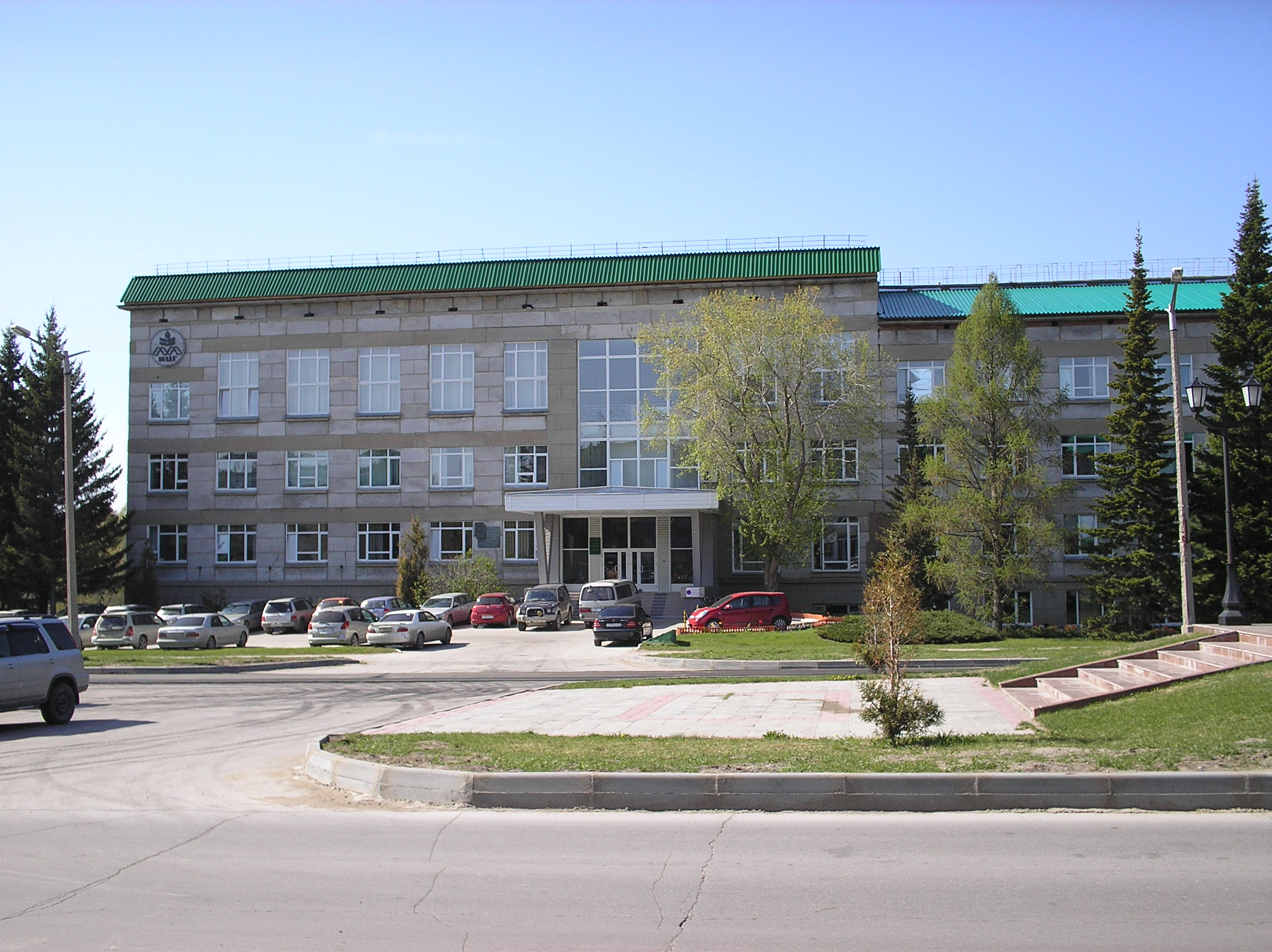
Институт цитологии и генетики СО РАН

Возрождение в СССР происходило, главным образом, на базе формирующегося Сибирского отделения академии наук СССР в Новосибирске. В 1957 году был открыт Институт цитологии и генетики СО АН СССР. Большинство лучших генетиков страны, которые хотели и не боялись снова начать работать по специальности, приехало работать именно в ИЦиГ СО АН. Институт длительное время находился на полулегальном положении. С конца 50-х годов по 60-е годы институт пережил множество проверок, целью которых было закрытие института. Однако институт удалось сохранить, не в последнюю очередь благодаря заступничеству председателя СО АН СССР М. А. Лаврентьева.
Со временем генетика в СССР восстановилась как наука. Возобновилось преподавание генетики в Московском, Ленинградском, Томском и других университетах. Открылись исследовательские институты генетического направления. В 1970-х годах ошибочность представлений Лысенко была признана официально.

## Образ мичуринской агробиологии в литературе
В повести Аркадия и Бориса Стругацких «Сказка о тройке» одиозный лжеучёный Амвросий Амбруазович Выбегалло (прототипом для него, по уверению авторов, являлся сам Т. Д. Лысенко) заканчивал большую работу по «выведению путём перевоспитания самонадевающегося на рыболовный крючок дождевого червя» — аллюзия к «методу воспитания», разрабатываемому Т. Д. Лысенко в рамках мичуринской генетики.
Главный герой романа Владимира Дудинцева «Белые одежды» — изначально «мичуринец» — проводит инспекцию своего родного института для выявления скрытых «вейсманистов-морганистов» и постепенно осознаёт ложность постулатов мичуринской агробиологии и присоединяется к подпольно действующим генетикам. Роман был удостоен Государственной премии СССР (1988).
Осмеянию деятельности Лысенко и мичуринской агробиологии посвящены расходившиеся самиздатом поэмы профессора Ивана Пузанова, заведующего кафедрой зоологии Одесского государственного университета «Астронавт» и «Трофимиана» (последняя попала в архив Лысенко).
Также теорию Лысенко пародирует миниатюра Феликса Кривина «Педагогика в земледелии».

## Мичуринская биология после Лысенко
Апологетом мичуринской биологии после отставки Лысенко стал философ Г. В. Платонов (окончивший Сельхозакадемию им. Тимирязева в 1939 г., но защитивший кандидатскую и докторскую диссертации по специальности «философия»), который скептически относился к «формальной генетике». В 1965 году в МГУ Ф. Пинтером была защищена кандидатская диссертация, в которой была предпринята попытка реабилитировать «мичуринскую биологию» и очистить её от «наивных представлений Лысенко». А в 1978 издательство МГУ выпустило книгу Г. В. Платонова «Жизнь, наследственность, изменчивость», которая являлась лысенковской по содержанию (в книге используется термин «мичуринское учение») и включала в том числе отвергнутые наукой и поддерживаемые самим Лысенко тезисы:
- якобы происходящее превращение современных видов злаковых в другие в опытах лысенковцев, ссылаясь на очевидно псевдонаучную (как по современным стандартам, так и по стандартам 50-х годов) статью Авакяна «Наследование организмом приобретенных признаков», опубликованную после печально известной сессии ВАСХНИЛ 1948 года в журнале «Агробиология» (основной журнал Лысенко);
- наследуемость приобретённых признаков;
- отрицание «монополизма» ДНК, при этом абсолютизируются факторы «пищи» и «температуры», становящиеся в его учении наследственными факторами и активно используемые самим Лысенко в том же ключе[43].

В настоящее время[когда?] защитником Т. Д. Лысенко и его мичуринской агробиологии является публицист Ю. И. Мухин, который считает, что «Т. Д. Лысенко был прав во всех основных положениях своей теории, а его противники были псевдонаучными шарлатанами».